# Методо
«Методо» (итал. Metodo, Метод) — футбольное построение 2-3-2-3, производное от «пирамиды».

## Смысл тактики

«Метод» Поццо (2-3-2-3)

Легендарный итальянский тренер Витторио Поццо, побеждавший со сборной Италии на чемпионатах мира 1934 и 1938 годов, исследовал схему 2-3-5, которой придерживалась сборная Австрии (так называемая «дунайская схема»). Он немного усовершенствовал её, назвав её своим «методом Поццо» (итал. metodo). 
Расстановка классической «пирамиды» была 2-3-5 (два защитника, три полузащитника и пять форвардов). Поццо оттянул двух форвардов в центр поля, доведя схему до 2-3-2-3. Оттянутые в центр поля форварды образовывали мощный «кулак» полузащиты, что усиливало возможности обороны и атаки одновременно: форварды могли как прерывать атаку на половине поля противника, так и тут же переходить в контратаку. С точки зрения некоторых экспертов, подобную расстановку применял Хосеп Гвардиола в своей команде «Барселона».